# Tätowierung (Drama)
Tätowierung ist ein Drama von Dea Loher aus dem Jahre 1992. Die Uraufführung fand 1992 im Ensemble Theater am Südstern in Berlin statt.
Im Mittelpunkt steht gewaltsamer Inzest in der Familie. Loher zeigt, wie hinter Vaterliebe und Gutmenschsein die pervertierte Neigung zur Gewalt versteckt wird.
Paul, ein Florist, der „Blumen pflegt“, erkennt erst spät, dass Anita, in die er verliebt ist, von ihrem Vater vergewaltigt wird (Anita: „Angst. Jede Nacht steht er an meinem Bett. Seine bloßen Hände haben solcherne Gewalt. Angst“; Paul: „Das muß ein End haben“) Paul will Anita durch Heirat von der „Tätowierung“ befreien (Das böse Vatermal, die ganze Schand gehört ausgetreten), befreien. Dann erfährt Paul, dass die Mutter Jule alles duldet und sich Anitas Schwester Lulu schon freut auf die Defloration durch den Vater, da es „zum Heulen schön“ sei. Paul holt sich die Waffe, doch dann reicht er sie Anita, die den Vater töten soll.